# دمت آکباع
دمت آکباع (ترکی استانبولی: Demet Akbağ؛ زادهٔ ۲۳ دسامبر ۱۹۵۹) یک هنرپیشه و بازیگر اهل ترکیه است. از فیلم‌ها یا برنامه‌های تلویزیونی که وی در آن نقش داشته‌است می‌توان به ویزیون تله، ویزیون تله، خواب زمستانی اشاره کرد.

## زندگی‌نامه
آکباع در شهر دنیزلی ترکیه در سال ۱۹۵۹ به دنیا آمد. او کار حرفه‌ای خودش را در سال ۱۹۸۰ با تئاتر آغاز کرد و بعد از آن در سال ۱۹۸۷ به نقش آفرینی در تلویزیون پرداخت. او در همین سال او به عنوان ستاره تلویزیونی سال ترکیه توسط انجمن خبرنگاران مجله انتخاب شد.

## برخی از فیلم‌ها
| ۲۰۰۱ | Vizontele        |
| ۲۰۰۴ | Vizontele Tuuba  |
| ۲۰۰۴ | فیروزه کجاست؟    |
| ۲۰۰۵ | سواری فرش جادویی |
| ۲۰۰۸ | ا .. بچه‌ها       |
| ۲۰۱۰ | ایواه ایواه      |
| ۲۰۱۱ | ایواه ایواه ۲    |
| ۲۰۱۳ | زن حاکم          |
| ۲۰۱۴ | خواب زمستانی     |